# Дрік малонасінний
{{#ifeq:0|0|{{#if:|{{#if:Genistaoligosperma|[[]}}|}}}}
Дрік малонасінний (Genista oligosperma) — рослина родини бобових, ендемік Східних Карпат. Вид занесено до Червоної книги України зі статусом «зниклий у природі».

## Морфологічна характеристика
Багаторічний напівкущ, що має полеглі стебла. Квітконосні гілки прямовисні, 20–25 см завдовжки, завершуються китицеподібними суцвіттями. Чашечка з трикутними шилоподібними зубцями, трубка чашечки дорівнює зубцям. Зав’язі й боби голі, кожен плід містить 5–10 насінин. Насіння бурого кольору, гладке та блискуче. Рослина квітує у липні-серпні, плодоносить у серпні–вересні.

## Поширення
В Україні був відомий зі скельних відслонень г. Піп Іван Мармароський та г. Берлебашка (Мармароський заповідний масив). Українські гербарні зразки цього виду відсутні. Дрік малонасінний вважається зниклим у природі, хоча спеціальні дослідження можливих локалітетів його поширення не здійснювались.